# Coupe de France de football 1988-1989
 (juillet 2018).
Navigation
Coupe de France 1987-1988 Coupe de France 1989-1990
La Coupe de France de football 1988-1989 est la 72e édition de la Coupe de France, principale compétition à élimination directe de football en France. Le tournoi, organisé par la Fédération française de football (FFF), est ouvert aux clubs amateurs et professionnels qui sont affiliés à la FFF.
La compétition est remportée par l'Olympique de Marseille, qui bat l'AS Monaco FC 4-3 en finale, le  10 juin 1989 au Parc des Princes à Paris. C'est la dixième Coupe de France remportée par le club marseillais.
Il s'agit de la dernière édition où les matchs sont joués sous forme de matchs aller-retour. À partir de l'édition suivante, les rencontres se disputent sur un seul match à élimination directe.

## Résultats

### Trente-deuxièmes de finale
Les 32es de finale sont disputés sur terrains neutres.
| Division        | Club                       | Score               | Club                            | Division            | Lieu                                       |
| --------------- | -------------------------- | ------------------- | ------------------------------- | ------------------- | ------------------------------------------ |
| Division 1 (D1) | AS Monaco FC               | 6 - 1               | Indépendante Pont-Saint-Esprit  | DH (D5)             | Stade Pierre-Pibarot, Alès                 |
| Division 1 (D1) | Olympique de Marseille     | 4 - 0               | FC Pau                          | Division 3 (D3)     | Parc des sports d'Aguiléra, Biarritz       |
| Division 2 (D2) | Olympique lyonnais         | 6 - 1               | Olympique d'Alès-en-Cévennes    | Division 2 (D2)     | Stade Alexandre-Tropenas, Montélimar       |
| Division 1 (D1) | OGC Nice                   | 1 - 0 a.p.          | AS Saint-Étienne                | Division 1 (D1)     | Stade des Costières, Nîmes                 |
| Division 2 (D2) | AEP Le Bourg-sous-la-Roche | 3 - 1 a.p.          | AS Angoulême                    | Division 3 (D3)     | Stade Paul-Rébeilleau, Poitiers            |
| Division 1 (D1) | FC Sochaux-Montbéliard     | 1 - 0               | FC Metz                         | Division 1 (D1)     | Parc des Princes, Paris                    |
| Division 1 (D1) | FC Nantes                  | 4 - 0               | Stade héninois                  | DH (D5)             | Stade Félix-Bollaert, Lens                 |
| Division 2 (D2) | FC Mulhouse 1893           | 3 - 1               | AS Pierrots Vauban Strasbourg   | Division 3 (D3)     | Stade de la Meinau, Strasbourg             |
| Division 2 (D2) | FC Grenoble-Dauphiné       | 1 - 0               | SA Épinal                       | Division 3 (D3)     | Stade Jean-Bouloumié, Vittel               |
| Division 1 (D1) | Matra Racing               | 1 - 0 a.p.          | FC Martigues                    | Division 2 (D2)     | Parc des Sports, Avignon                   |
| Division 1 (D1) | Paris Saint-Germain FC     | 3 - 0               | INF Clairefontaine              | Division 3 (D3)     | Stade Alberto-Corazza, Meaux               |
| Division 1 (D1) | RC Lens                    | 4 - 2 a.p.          | Stade portelois                 | D1 de District (D?) | Stade de la Libération, Boulogne-sur-Mer   |
| Division 2 (D2) | USL Dunkerque              | 2 - 0               | RC Versailles                   | Division 3 (D3)     | Stade Aimé-Bergeal, Mantes-la-Ville        |
| Division 1 (D1) | AJ Auxerre                 | 3 - 0               | Chamois niortais FC             | Division 2 (D2)     | Stade de la Vallée du Cher, Tours          |
| Division 2 (D2) | Stade rennais FC           | 4 - 0               | Le Touquet AC                   | Division 2 (D2)     | Stade Maurice-Postaire, Cherbourg          |
| Division 3 (D3) | Stade montois              | 2 - 2 a.p., 5-3 tab | USJOA Valence                   | Division 3 (D3)     | Stade de la Chevalière, Mazamet            |
| Division 1 (D1) | SM Caen                    | 4 - 0               | US Saint-Gaudens                | DH (D5)             | Stade Maurice-Trélut, Tarbes               |
| Division 2 (D2) | AS Beauvais                | 1 - 1 a.p., 3-2 tab | FC Girondins de Bordeaux        | Division 1 (D1)     | Stade Moulonguet, Amiens                   |
| Division 1 (D1) | AS Cannes                  | 1 - 1 a.p., 4-2 tab | Stade lavallois                 | Division 1 (D1)     | Stade du Pré Fleuri, Nevers                |
| Division 2 (D2) | Angers SCO                 | 0 - 0 a.p., 3-1 tab | NOCPB Rennes                    | DH (D5)             | Stade municipal, Redon                     |
| Division 2 (D2) | Brest Armorique FC         | 3 - 0               | FC Lorient                      | Division 3 (D3)     | Stade de Penvillers, Quimper               |
| Division 2 (D2) | Quimper Cornouaille FC     | 2 - 0               | US Concarneau                   | Division 3 (D3)     | Stade du Moustoir, Lorient                 |
| DH Guyane (D5)  | ASC Le Geldar              | 2 - 1               | FC Sens                         | DH (D5)             | Stade de la Faisanderie, Fontainebleau     |
| Division 3 (D3) | EDS Montluçon              | 2 - 1               | Stade de Reims                  | Division 2 (D2)     | Stade Hector-Rolland, Moulins              |
| Division 2 (D2) | FC Gueugnon                | 2 - 1 a.p.          | CS Sedan-Ardennes               | Division 3 (D3)     | Stade de l'Aube, Troyes                    |
| Division 2 (D2) | FC Rouen                   | 3 - 1               | SO Cholet                       | Division 3 (D3)     | Stade Maxime-Bossis, Montaigu              |
| Division 1 (D1) | Toulouse FC                | 3 - 1               | Stade de Vallauris              | Division 3 (D3)     | Stade Georges-Carcassonne, Aix-en-Provence |
| Division 1 (D1) | Lille OSC                  | 3 - 0               | RC Strasbourg                   | Division 1 (D1)     | Stade Auguste-Delaune, Reims               |
| Division 1 (D1) | Montpellier PSC            | 3 - 0               | FC Montceau-les-Mines Bourgogne | Division 2 (D2)     | Stade Gaston-Gérard, Dijon                 |
| Division 1 (D1) | SC Toulon-Var              | 1 - 0               | AS Nancy-Lorraine               | Division 2 (D2)     | Stade Léo-Lagrange, Besançon               |
| Division 2 (D2) | US Créteil                 | 2 - 0               | FC Sète                         | Division 2 (D2)     | Stade Alain-Dupuis, Annonay                |
| Division 2 (D2) | US Orléans                 | 4 - 0               | Intrépide d'Angers              | DH (D5)             | Stade du Grand Bournais, Thouars           |

### Seizièmes de finale
| Division        | Club                       | Aller | Total  | Retour | Club                   | Division        |
| --------------- | -------------------------- | ----- | ------ | ------ | ---------------------- | --------------- |
| Division 1 (D1) | Montpellier PSC            | 1 - 1 | 1 - 4  | 0 - 3  | AS Monaco FC           | Division 1 (D1) |
| Division 1 (D1) | OGC Nice                   | 2 - 0 | 4 - 1  | 2 - 1  | Toulouse FC            | Division 1 (D1) |
| Division 1 (D1) | AS Cannes                  | 1 - 1 | 1 - 3  | 0 - 2  | FC Mulhouse 1893       | Division 2 (D2) |
| Division 1 (D1) | Lille OSC                  | 4 - 0 | 4 - 1  | 0 - 1  | FC Rouen               | Division 2 (D2) |
| Division 1 (D1) | SM Caen                    | 1 - 0 | 1 - 0  | 0 - 0  | USL Dunkerque          | Division 2 (D2) |
| Division 1 (D1) | SC Toulon-Var              | 2 - 0 | 3 - 0  | 1 - 0  | US Créteil             | Division 2 (D2) |
| Division 1 (D1) | RC Lens                    | 1 - 0 | 1 - 2  | 0 - 2  | AS Beauvais            | Division 2 (D2) |
| Division 1 (D1) | Olympique de Marseille     | 4 - 1 | 4 - 1  | 0 - 0  | Quimper Cornouaille FC | Division 2 (D2) |
| Division 2 (D2) | FC Grenoble-Dauphiné       | 1 - 2 | 2 - 5  | 1 - 3  | AJ Auxerre             | Division 1 (D1) |
| Division 1 (D1) | Matra Racing               | 0 - 1 | 1 - 3  | 1 - 2  | Stade rennais FC       | Division 2 (D2) |
| Division 3 (D3) | Stade montois              | 1 - 2 | 1 - 5  | 0 - 3  | FC Sochaux-Montbéliard | Division 1 (D1) |
| Division 3 (D3) | EDS Montluçon              | 0 - 1 | 1 - 6  | 1 - 5  | Paris Saint-Germain FC | Division 1 (D1) |
| DH Guyane (D5)  | ASC Le Geldar              | 0 - 3 | 0 - 11 | 0 - 8  | FC Nantes              | Division 1 (D1) |
| Division 2 (D2) | US Orléans                 | 2 - 0 | 4 - 3  | 2 - 3  | Brest Armorique FC     | Division 2 (D2) |
| Division 2 (D2) | Angers SCO                 | 1 - 0 | 1 - 0  | 0 - 0  | FC Gueugnon            | Division 2 (D2) |
| Division 2 (D2) | AEP Le Bourg-sous-la-Roche | 1 - 0 | 1 - 2  | 0 - 2  | Olympique lyonnais     | Division 2 (D2) |

### Huitièmes de finale
| Division        | Club                   | Aller | Total | Retour | Club               | Division        |
| --------------- | ---------------------- | ----- | ----- | ------ | ------------------ | --------------- |
| Division 1 (D1) | FC Nantes              | 0 - 0 | 1 - 2 | 1 - 2  | AS Monaco FC       | Division 1 (D1) |
| Division 1 (D1) | Olympique de Marseille | 1 - 1 | 3 - 2 | 2 - 1  | SC Toulon-Var      | Division 1 (D1) |
| Division 1 (D1) | OGC Nice               | 1 - 2 | 1 - 5 | 0 - 3  | AJ Auxerre         | Division 1 (D1) |
| Division 1 (D1) | Lille OSC              | 0 - 0 | 2 - 3 | 2 - 3  | FC Mulhouse 1893   | Division 2 (D2) |
| Division 1 (D1) | FC Sochaux-Montbéliard | 1 - 0 | 2 - 1 | 1 - 1  | Olympique lyonnais | Division 2 (D2) |
| Division 2 (D2) | AS Beauvais            | 1 - 0 | 4 - 1 | 3 - 1  | SM Caen            | Division 1 (D1) |
| Division 1 (D1) | Paris Saint-Germain FC | 0 - 4 | 3 - 7 | 3 - 3  | US Orléans         | Division 2 (D2) |
| Division 2 (D2) | Stade rennais FC       | 1 - 0 | 4 - 1 | 3 - 1  | Angers SCO         | Division 2 (D2) |

### Quarts de finale
| Division        | Club                   | Aller | Total | Retour | Club             | Division        |
| --------------- | ---------------------- | ----- | ----- | ------ | ---------------- | --------------- |
| Division 1 (D1) | Olympique de Marseille | 5 - 1 | 7 - 3 | 2 - 2  | Stade rennais FC | Division 2 (D2) |
| Division 1 (D1) | FC Sochaux-Montbéliard | 3 - 1 | 3 - 2 | 0 - 1  | FC Mulhouse 1893 | Division 2 (D2) |
| Division 2 (D2) | AS Beauvais            | 1 - 2 | 1 - 2 | 0 - 0  | AJ Auxerre       | Division 1 (D1) |
| Division 2 (D2) | US Orléans             | 1 - 2 | 4 - 5 | 3 - 3  | AS Monaco FC     | Division 1 (D1) |

### Demi-finales
| Division        | Club                   | Aller | Total | Retour              | Club                   | Division        |
| --------------- | ---------------------- | ----- | ----- | ------------------- | ---------------------- | --------------- |
| Division 1 (D1) | Olympique de Marseille | 2 - 0 | 3 - 0 | 1 - 0               | AJ Auxerre             | Division 1 (D1) |
| Division 1 (D1) | AS Monaco FC           | 0 - 0 | 0 - 0 | 0 - 0 a.p., 5-3 tab | FC Sochaux-Montbéliard | Division 1 (D1) |

### Finale
L'Olympique de Marseille l'emporte 4-3 face à l'AS Monaco FC. C'est la 10e Coupe de France remportée par les Marseillais. Pour l'anecdote, cette finale fut marquée par un évènement assez cocasse. En effet, lors de la remise du trophée, le capitaine marseillais Jean-Pierre Papin a demandé à François Mitterrand, président de la République de l'époque de lui faire la bise, ce que le chef de l'État a accepté en souriant. Une semaine avant la finale, le joueur avait parié avec Klaus Allofs qu'il embrasserait le président sur le front en cas de victoire, mais le moment venu, il a raconté n'avoir pas osé le faire.
| 10 juin 1989 | Olympique de Marseille         | 4 – 3   | AS Monaco FC                    | Parc des Princes, Paris                                             |                                                                     |
|              | Papin 12e 22e 47e · Allofs 65e | (2 – 1) | Dib 31e 72e · Amoros 88e (pen.) | Spectateurs : 44 448 · Arbitrage : Joël Quiniou · Photos du match · | Spectateurs : 44 448 · Arbitrage : Joël Quiniou · Photos du match · |
|              | Rapport                        |         |                                 | Spectateurs : 44 448 · Arbitrage : Joël Quiniou · Photos du match · | Spectateurs : 44 448 · Arbitrage : Joël Quiniou · Photos du match · |

| Marseille | Monaco |

| Olympique de Marseille : |    |                     |     |  |  |
|                          |    |                     |     |  |  |
| G                        | 1  | Gaëtan Huard        |     |  |  |
| D                        | 2  | Philippe Thys       |     |  |  |
| D                        | 4  | Karl-Heinz Förster  |     |  |  |
| D                        | 6  | Yvon Le Roux        |     |  |  |
| D                        | 3  | Éric Di Meco        |     |  |  |
| M                        | 8  | Bruno Germain       |     |  |  |
| M                        | 5  | Franck Sauzée       |     |  |  |
| M                        | 7  | Frédéric Meyrieu    | 46e |  |  |
| M                        | 10 | Philippe Vercruysse | 69e |  |  |
| A                        | 9  | Jean-Pierre Papin   |     |  |  |
| A                        | 11 | Klaus Allofs        |     |  |  |
| Remplaçants :            |    |                     |     |  |  |
| M                        | 14 | Patrice Eyraud      | 46e |  |  |
| M                        | 15 | Pascal Gastien      | 69e |  |  |
| Entraîneur :             |    |                     |     |  |  |
| Gérard Gili              |    |                     |     |  |  |

| AS Monaco :   |    |                   |     |
|               |    |                   |     |
| G             | 1  | Jean-Luc Ettori   |     |
| D             | 5  | Patrick Valéry    |     |
| D             | 3  | Luc Sonor         |     |
| D             | 6  | Patrick Battiston |     |
| D             | 4  | Emmanuel Petit    |     |
| M             | 2  | Manuel Amoros     |     |
| M             | 10 | Claude Puel       | 46e |
| M             | 8  | Marcel Dib        |     |
| M             | 7  | Fabrice Poullain  | 68e |
| M             | 11 | Glenn Hoddle      |     |
| A             | 9  | George Weah       |     |
| Remplaçants : |    |                   |     |
| M             | 13 | Y.F. Fofana       | 46e |
| M             | 14 | Tony Kurbos       | 68e |
| Entraîneur :  |    |                   |     |
| Arsène Wenger |    |                   |     |